# Grupo Farquhar
El grupo de Farquhar es un pequeño grupo de islas pertenecientes al grupo de las islas Exteriores del archipiélago de las Seychelles, ubicada a más de 700 km al sudoeste de la capital, Victoria, en la isla de Mahé y a unos 285 km a la isla de Madagascar. El área total de tierra emergida de todas las islas en el grupo es de 10,68 km², pero el área total de los atolones, incluyendo lagunas interiores, es de 370 km².
El grupo consiste en dos atolones y una isla separada. Además, hay un arrecife sumergido separado en el área: 
1. Atolón Farquhar (con 2 islotes más grandes y cerca de 8 islotes más pequeños), con una superficie emergida de 7,5 km² y 15 habitantes;
2. Atolón Providence (con 2 islotes, isla Providence e isla Cerf), con una superficie emergida de 1,5 km² y 6 habitantes;
3. Isla St. Pierre,  con una superficie de 1,68 km² y 4 habitantes;
4. Arrecife Wizard (sumergido).

Hay solamente dos asentamientos. El asentamiento principal está en Île du Nord (isla del Norte) del atolón de Farquhar, y el otro en la isla Providence del atolón Providence.
- Datos: Q967943